# Alter Markt 13 (Stralsund)
Alter Markt 13 ist die postalische Adresse eines unter Denkmalschutz stehenden Gebäudes im Stadtgebiet Altstadt der Stadt Stralsund an der Ostseite des Alten Marktes. Es befindet sich im Kernbereich des UNESCO-Welterbes mit dem Titel Historische Altstädte Stralsund und Wismar. In die Liste der Baudenkmale in Stralsund ist es mit der Nummer 14 eingetragen.

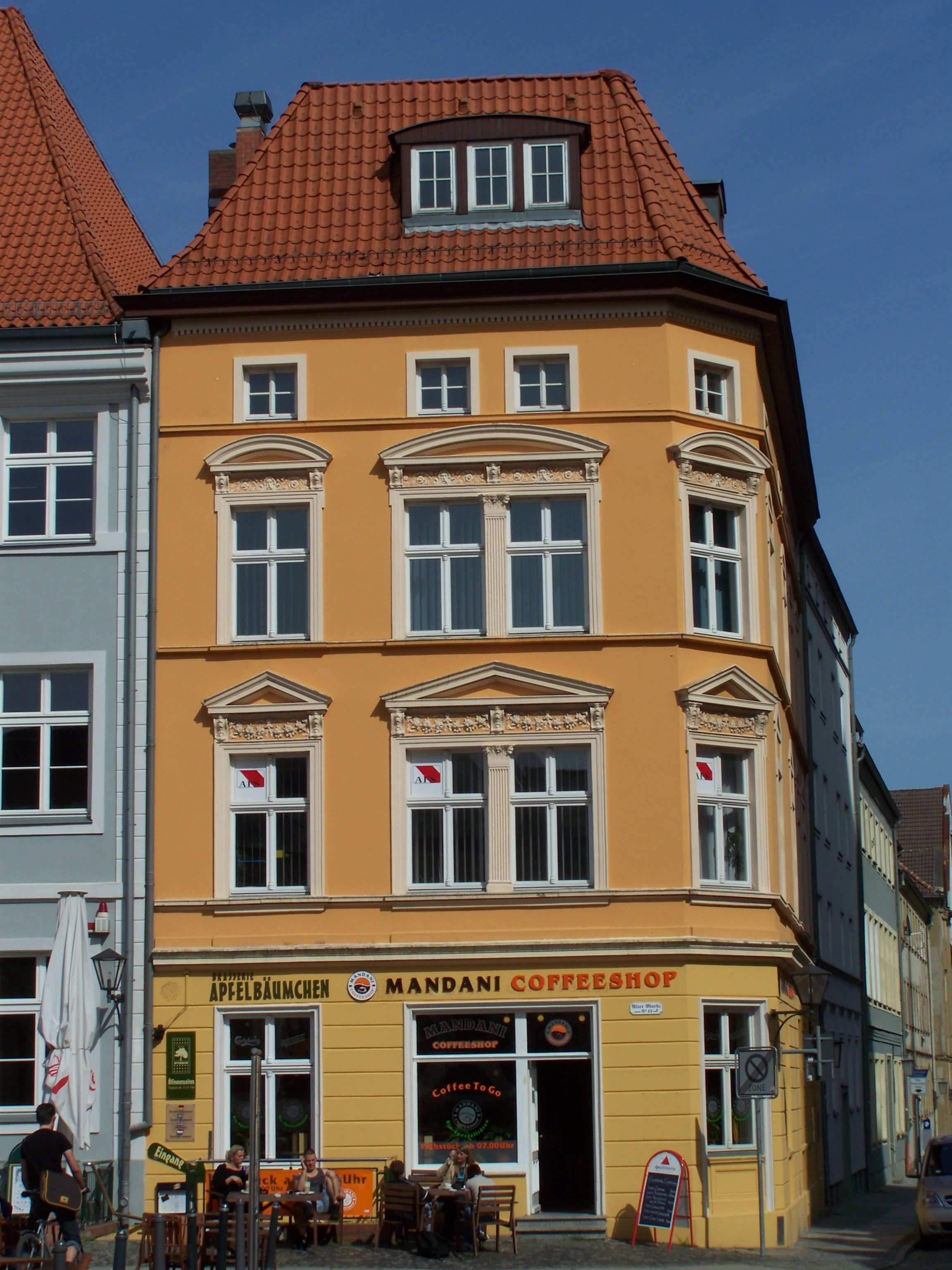
Das Gebäude Alter Markt 13 in Stralsund

Das fünfgeschossige Gebäude stammt aus dem Jahr 1876 und wurde anstelle eines zuvor dort befindlichen Giebelhauses mit Utluchten errichtet. Dieses Haus hatte 1814 Kaufmann Carl Joachim Bohm für 3000 Taler erworben, der es 1859 an die Brüder Carl Christian Wilhelm und Carl Johann Friedrich Markwardt für 5600 Taler verkaufte. Nachdem Carl Johann Friedrich Markwardt am 13. Dezember 1866 verstarb, führte sein Bruder das Materialwarengeschäft im Erdgeschoss allein weiter.
Im Jahr 1876 ist Kaufmann Friedrich Lönnies Besitzer des Gebäudes; er erwarb in diesem Jahr beim Rat der Stadt die Genehmigung zur Errichtung eines neuen Gebäudes an dieser Stelle. Der Rat genehmigte die Pläne mit der Auflage, die Ecke des Hauses abzustumpfen. In diese abgestumpfte Ecke wurde dann die Eingangstür zum Ladengeschäft des neu errichteten Hauses eingebaut; die Tür zum Wohnhaus befand sich in der Semlower Straße. Nachdem der Rat der Stadt 1876 den Bau einer Treppe zur Haustür mit der Auflage genehmigt hatte, dass diese keine in den Straßenraum ragende Stufe erhalten dürfe, protokollierte Stadtbaumeister Ernst von Haselberg am 4. Dezember 1876 die genaue Einhaltung der Vorgabe.
Lönnies führte die Materialwarenhandlung weiter. Später erhielt er auch die Genehmigung zum „Kleinhandel mit geistigen Getränken“ Spätere Ersuche Lönnies um Genehmigung des Ausschankes von Alkohol an Droschkenkutscher und Gutsleute wurden mit dem Hinweis auf zahlreiche Gaststätten am Alten Markt wiederholt abgelehnt. 1893 erwarb Hans Holsten das Haus, der einige Veränderungen vornahm; so wurde die Ladeneingangstür zum Alten Markt verlegt. Am 1. August 1919 erwarb Arnold Fischer das Haus.
Die Stralsunder Vereinsbrauerei unterhielt ab 1928 auf dem Dach eine Leuchtreklame mit ihrem Slogan “Trinkt Stralsunder Bier"”.
Anfang der 1990er Jahre bezog der Bertelsmann-Club das Erdgeschoss, seit 2007 ein Café. Seit 1994 befindet sich im Kellergeschoss eine Gaststätte.